# Дом Мекленбург
Дом Мекленбург, наричани и род Ободрити (на немски: Haus Mecklenburg / Obodriten), е династия, произлизаща от племето Ободрити, която почти хиляда години – от 1131 до 1918 г. – владее и управлява почти непрекъснато Мекленбург.
Те принадлежат, както род Грайфен от династията на херцозите на Померания и Пястите от Силезия, към малкото князе в Свещената Римска империя, които произлизат от славянските крале.
Прародител на рода е Никлот (1090 – 1160), княз на Абодритите, Кесините и Черезпаните, който през 1160 г. пада убит в боевете против херцог Хайнрих Лъв. Неговият произход не е известен. През 1348 г. владетелят е номиниран като херцог и оттогава всички членове на фамилията носят титлата херцог на Мекленбург (Herzog zu Mecklenburg).
В началото на XII славянското племе ободрити се обединява в княжество начело с Никлот (Николаус)

## Княжество Мекленбург (1131 – 1226)
- 1131 – 1160: Никлот (1090 – 8.1160), княз на ободритите
- 1160 – 1178: Прибислав († 30.12.1178), първи син на Никлот, християнин от 1160, имперски княз от 1170
- ? – 1164: Вертислав († 5/6.1164), втори син на Никлот
- 1179 – 1227: Хайнрих Борвин I († 28.1.1227), син на Прибислав, първи княз на Мекленбург
- 1183 – 1200: Николаус I (ок. 1164 – 25.5.1200), син на Вертислав, княз на Рощок от 1183
- 1217 – 1226: Хайнрих-Борвин II (1170 – 5.12.1226), първи син на Хайнрих-Борвин I
- 1217 – 1225: Николаус II (до 1180 – 28.9.1225), втори син на Хайнрих Борвин I.[1]

След смъртта на Хайнрих-Борвин II княжеството е поделено между четиримата му синове – Николаус I, княз на Верле (Гюстров); Йохан I, княз на Мекленбург; Хайнрих-Борвин III, княз на Рощок и Прибислав I, княз на Пархим.

## Княжество Верле (Гюстров) (1227 – 1436)
- 1230 – 1277: Николаус I (1229 – 14.5.1277), втори син на Хайнрих-Борвин II
- 1277 – 1291: Хайнрих I (ок. 1245 – 8.10.1291), първи син на Николаус I
- 1277 – 1282: Йохан I (ок. 1245 – 15.10.1283), втори син на Николаус I
- 1292 – 1316: Николаус II (1283 – 18.2.1316), първи син на Йохан I, княз на Пархим от 1283, княз на Пенцлин от 1307
- 1316 – 1337: Йохан II (сл. 1250 – 27.8.1337), втори син на Йохан I
- 1316 – 1350: Йохан III (1300 – 1352), син на Николаус II, княз на Голдберг от 1316
- 1337 – 1360: Николаус III (сл. 1311 – 1360/61), първи син на Йохан II
- 1337 – 1382: Бернхард II (ок. 1320 – 1382), втори син на Йохан III
- 1352 – 1354: Николаус IV (сл. 1311 – 1360/61), син на Йохан III
- 1361 – 1393: Лоренц (1339 – 15.9.1393), първи син на Николаус III, княз на Голдберг от 1374
- 1365 – 1378: Йохан V (1340 – 24.8.1378/79), втори син на Николаус III
- 1365 – 1374: Йохан IV (1350 – 1374), син на Николаус IVн
- 1378 – 1385: Йохан VI (1341 – 16.10.1385), син на Бернхард II, княз на Голдберг от 1374
- 1393 – 1421: Балтазар (ок. 1375 – 5.4.1421), първи син на Лоренц, княз на Венден от 1418
- 1395 – 1414: Йохан VII (ок. 1375 – 17.12.1414), втори син на Лоренц
- 1426 – 1436: Вилхелм (1390 – 8.9.1436)), трети син на Лоренц, княз на Венден от 1418
- 1385 – 1408: Николаус V (1385 – 21.1.1408), първи син на Йохан VI
- 1385 – 1425: Кристоф (1385 – 25.8.1425), втори син на Йохан VI, княз на Венден от 1418.[2]

След смъртта на Вилхелм през 1436 земите на княжеството са присъединени към херцогство Мекленбург-Шверин

## Княжество Рощок (1227 – 1314)
- 1236 – 1278: Хайнрих-Борвин III (ок. 1220 – 1.8.1278), трети син на Хайнрих-Борвин II
- 1266 – 1282: Валдемар (1222 – 9.11.1282), втори син на Хайнрих-Борвин III
- 1278 – 1286: Бернхард I († 10.10.1286), трети син на Николаус I
- 1294 – 1301: Николаус (1262 – 25.11.1314), син на Валдемар.[1]

След смъртта на Николаус през 1314 земите на княжеството са присъединени към княжество Мекленбург

## Княжество Пархим-Рихенберг (1234 – 1316)
- 1234 – 1270: Прибислав I (1224 – 12.2.1275), четвърти син на Хайнрих-Борвин II, княз на Рихенберг (1249 – 1256)
- 1270 – 1316: Прибислав II († 21.6.1316), син на Прибислав I.[1]

През 1256 земите на Прибислав I са поделени между братята му – Николаус I, Хайнрих-Борвин III и Йохан I

## Княжество Мекленбург (1227 – 1348)
- 1226 – 1264: Йохан I (ок. 1211 – 1.8.1264), първи син на Хайнрих-Борвин II
- 1264 – 1271; 1298 – 1302: Хайнрих I (ок. 1230 – 2.1.1302), първи син на Йохан I
- 1264 – 1289: Албрехт I (сл. 1230 – 17.5.1265), втори син на Йохан I
- 1264 – 1289: Николаус III (сл. 1230 – 8.6.1289), трети син на Йохан I
- 1264 – 1299: Йохан II (сл. 1250 – 12.10.1299), четвърти син на Йохан I
- 1287 – 1289: Йохан III (сл. 1266 – 27.5.1289), втори син на Хайнрих I.[1]

През 1348 княжеството е издигнато в херцогство и получава името Мекленбург – Шверин и Албрехт II става негов първи херцог – виж по-долу.
След смъртта на Хайнрих II – княз на Мекленбург, вторият му син Йохан I (IV) получава княжество Мекленбург-Щаргард, което през 1348 е издигнато в херцогство.

## Херцогство Мекленбург-Щаргард (1329 – 1471)
- 1329 – 1392: Йохан I (IV) (1326 – 9.8.1392), втори син на Хайнрих II, от 1348 – херцог
- 1392 – 1417: Йохан II (1370 – 9.10.1416), първи син на Йохан I (IV)
- 1392 – 1417: Улрих I (1382 – 8.4.1417), втори син на Йохан I (IV)
- 1392 – 1397: Албрехт I (1377 – 15.7.1397), трети син на Йохан I (IV)
- 1416 – 1438: Йохан III (1389 – 11.11.1438), син на Йохан II
- 1417 – 1423: Албрехт II (1400 – 4.10.1423), първи син на Улрих I
- 1423 – 1466: Хайнрих (1412 – 20.8.1466), втори син на Улрих I
- 1466 – 1471: Улрих II (1428 – 13.7.1471), син на Хайнрих.[3]

След смъртта на Улрих II земите на херцогство Мекленбург-Щаргард преминават във владения на херцозите на Мекленбург-Шверин

## Херцогство Мекленбург-Шверин (1348 – 1918)
- 1348 – 1379: Албрехт I (II) (1318 – 18.2.1379), първи син на Хайнрих II
- 1379 – 1383: Хайнрих I (III) (ок. 1337 – 24.4.1383), първи син на Албрехт I (II)
- 1379 – 1384: Магнус I (ок. 1345 – 1.9.1384), трети син на Албрехт I (II)
- 1384 – 1412: Албрехт II(III) (ок. 1338 – 3.1412), втори син на Албрехт I (II); крал на Швеция (Албрехт Мекленбургски, 1364 – 1389)
- 1383 – 1388: Албрехт III (IV) (ок. 1363 – 24.12.1388), син на Хайнрих I (III)
- 1397: Ерих I (сл. 1359 – 26.7.1397), първи син на Албрехт II(III)
- 1417 – 1423: Албрехт IV (V) (1397 – 6.12.1423), втори син на Албрехт II(III)
- 1395 – 1422: Йохан I (IV) (ок. 1370 – 16.10.1422), син на Магнус I
- 1436 – 1477: Хайнрих II (IV) (1417 – 9.3.1477), първи син на Йохан I (IV)
- 1418 – 1442: Йохан II (V) (1418 – 1442), втори син на Йохан I (IV)
- 1439 – 1472: Йохан III (VI) (1439 – 1472), втори син на Хайнрих II (IV)
- 1477 – 1483: Албрехт V (VI) (1438 – 27.4.1483), първи син на Хайнрих II (IV)
- 1477 – 1503: Магнус II (1441 – 20.11.1503), трети син на Хайнрих II (IV).[3]

Виж херцогство Мекленбург-Гюстров (1503 – 1695)
- 1477 – 1507: Балтазар (1451 – 16.3.1507), четвърти син на Хайнрих II (IV)
- 1503 – 1552: Хайнрих III (V) (3.5.1479 – 6.2.1552), първи син на Магнус II
- 1503 – 1508: Ерих II (3.9.1483 – 22.12.1508), втори син на Магнус II
- 1552 – 1557: Филип (12.9.1514 – 4.1.1557), втори син на Хайнрих III (V).[3]
- 1547 – 1576: Йохан-Албрехт I (23.12.1525 – 12.2.1576), първи син на Албрехт VI (VII), херцог на Мекленбург-Гюстров
- 1576 – 1592: Йохан IV (VII) (7.3.1558 – 22.3.1592), син на Йохан-Албрехт I
- 1592 – 1628; 1632 – 1658: Адолф-Фридрих I (15.12.1588 – 27.2.1658), първи син на Йохан IV (VII)
- 1658 – 1692: Кристиан-Лудвиг I (1.12.1623 – 21.6.1692), първи син на Адолф-Фридрих I.</ref>[4]

Виж херцогство Мекленбург-Щрелиц (1701 – 1918)
- 1692 – 1713: Фридрих-Вилхелм I (28.3.1675 – 31.7.1713), внук на Адолф-Фридрих I
- 1713 – 1728: Карл-Леополд (26.11.1678 – 28.11.1747), внук на Адолф-Фридрих I
- 1728 – 1756: Кристиан-Лудвиг II (15.11.1683 – 30.5.1756), внук на Адолф-Фридрих I
- 1756 – 1785: Фридрих II (9.11.1717 – 24.4.1785), син на Кристиан-Лудвиг II
- 1785 – 1837: Фридрих-Франц I (10.12.1756 – 1.2.1837), син на Фридрих II, от 1815 велик херцог
- 1837 – 1842: Павел Фридрих (15.9.1800 – 7.3.1842), внук на Фридрих-Франц I
- 1842 – 1883: Фридрих-Франц II (28.2.1823 – 15.4.1883), син на Павел Фридрих
- 1883 – 1897: Фридрих-Франц III (19.3.1851 – 10.4.1897), син на Фридрих-Франц II
- 1897 – 1918: Фридрих-Франц IV (9.4.1882 – 17.11.1945), син на Фридрих-Франц III; велик херцог на Мекленбург-Щрелиц (1918)

През 1503, след смъртта на херцог Магнус II неговите синове Хайнрих III (V) и Албрехт VI (VII) поделят помежду си херцогство Мекленбург-Шверин. Хайнрих III (V) управлява Мекленбург-Шверин, а ААлбрехт VI (VII) – Мекленбург-Гюстров.

## Херцогство Мекленбург-Гюстров (1503 – 1695)
- 1503 – 1547: Албрехт VI (VII) (25.7.1486 – 7.1.1547), трети син на Магнус II
- 1547 – 1556: Йохан Албрехт I (22.12.1525 – 12.2.1576), първи син на Албрехт VI (VII)
- 1555 – 1603: Улрих (5.3.1527 – 14.3.1603), втори син на Албрехт VI (VII)
- 1603 – 1610: Карл I (28.12.1540 – 22.7.1610), пети син на Албрехт VI (VII)
- 1592 – 1628; 1631 – 1636: Йохан-Албрехт II (5.5.1590 – 23.4.1636), втори син на Йохан IV (VII)
- 1628 – 1631: Албрехт фон Валенщайн (24.9.1583 – 25.2.1634)
- 1636 – 1695: Густав-Адолф (26.2.1633 – 6.10.1695), втори син на Йохан-Албрехт II

След смъртта на Густав-Адолф херцогство Мекленбург-Гюстров се връща в Мекленбург-Шверин

## Херцогство Мекленбург-Щрелиц (1701 – 1918)
- 1701 – 1708: Адолф-Фридрих II (19.10.1658 – 12.5.1708), син на Адолф-Фридрих I
- 1708 – 1752: Адолф-Фридрих III (7.6.1686 – 11.12.1752), син на Адолф-Фридрих II
- 1752 – 1794: Адолф-Фридрих IV (5.5.1738 – 2.6.1794), първи син на Адолф-Фридрих III
- 1794 – 1916: Карл II (10.10.1741 – 6.11.1816), втори син на Адолф-Фридрих III, от 1815 велик херцог
- 1816 – 1860: Георг (12.8.1779 – 6.9.1860), син на Карл II
- 1860 – 1904: Фридрих-Вилхелм (17.10.1819 – 30.5.1904), син на Георг
- 1904 – 1914: Адолф-Фридрих V (22.7.1848 – 11.6.1914), син на Фридрих-Вилхелм
- 1914 – 1918: Адолф-Фридрих VI (17.7.1883 – 23.2.1918), син на Адолф-Фридрих V

През 1229 г. територията се дели за пръв път на четири господства:
- Мекленбург
- Пархим (до 1316)
- Верле (до 1436)
  - от 1282 Верле-Гюстров и Верле-Пархим
  - от 1292 – 1316 Верле
  - от 1316 Верле-Гюстров (до 1436) и Верле-Голдберг (до 1374)
    - от 1337 Верле-Варен (до 1425) отцепено от Верле-Голдберг
- Росток (до 1314)

През 1352 г. страната се дели на две частични господства:
- Мекленбург-Шверин (I)
- Мекленбург-Щаргард (до 1471)

През 1621 г. е второто главно деление на страната на две частични господства (1628 – 1631 под Валенщайн отново обединена):
- Мекленбург-Шверин (II)
- Мекленбург-Гюстров (до 1695)

През 1701 г. е 3. главно деление на две частични господства:
- Мекленбург-Шверин (III)
- Мекленбург-Щрелиц

Родът управлява от 8 март 1701 г. до 31 декември 1933 г. херцогствата и великите херцогства Мекленбург-Щрелиц и Мекленбург-Шверин.